# Grande Comore
Pour les articles homonymes, voir Comores.
La Grande Comore (ou Ngazidja en shikomor) est une île formant un État fédéré de l'union des Comores. C'est la plus peuplée et la plus grande des îles de l'archipel des Comores. Elle a pour capitale Moroni, qui est également la capitale fédérale de l'union des Comores. La population de la Grande Comore est d'environ 410 736 habitants en 2016[réf. nécessaire].

## Géographie

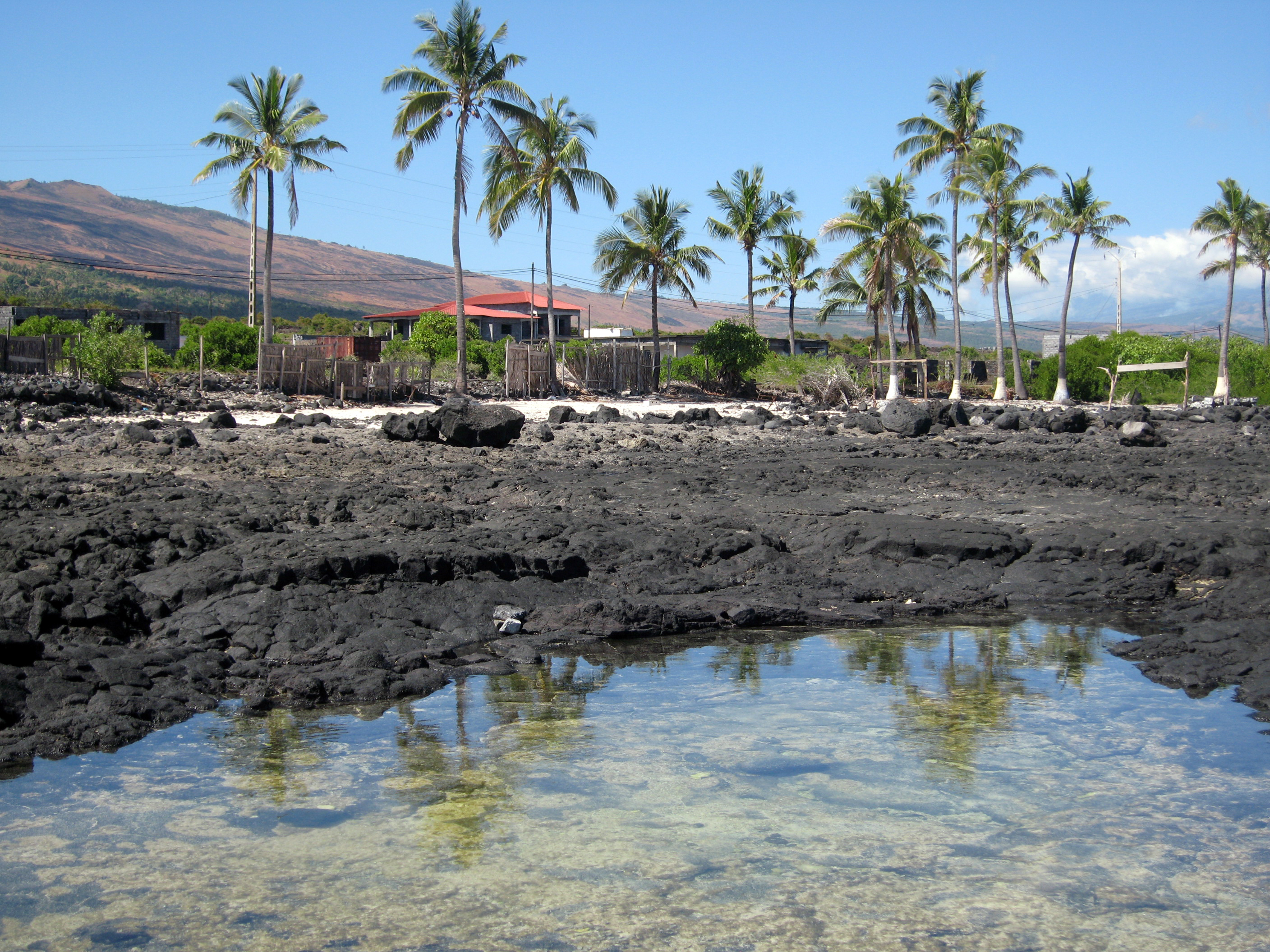
Ancien cratère volcanique, rempli par le lac Niamawi

L'île qui mesure 77 km de long pour 27 km de large, possède de nombreuses plages de sable blanc mais souffre du pillage. Toutefois, depuis les années 1990, un plan de sensibilisation a été mis en place pour préserver l'écosystème. Un éventuel essor du tourisme pourrait inciter les habitants à réfléchir sur les conséquences de ce pillage. En effet, ce sable pourtant de très mauvaise qualité, car salé, était utilisé frauduleusement dans la construction. La Grande Comore dispose également d'un plateau étendu qui souffre de manque d'eau, ce qui nuit à l'expansion de l'agriculture. Pour remédier à ce handicap, de nombreuses nappes souterraines sont aujourd'hui captées grâce aux fonds fournis par différents programmes d'aide au développement. Cependant, les ressources restent insuffisantes pour une utilisation agricole extensive.
Le point culminant de l'île est le Karthala, un volcan de 2 361 m d’altitude, de type hawaïen. Il a connu ses dernières éruptions en 2005 et 2006.

## Histoire

Drapeau de la Grande Comore

Les premiers documents écrits en arabe datent environ de l'année 1500. La Grande Comore se composait de nombreux sultanats comme ceux de : Bambao, Itsandra, Mitsamiouli, Bajini, Hambu, Washili, Hamahamet, Mbude, Hamamvu, Mbaku, La Dombe. Cette période est dite des « sultans batailleurs ».
La Grande Comore n'a été unifiée qu'à partir de 1886 sous le règne du Sultan Said Ali bin Said Omar par le traité de Bambao. Le 24 juin 1886, la France intervient pour régler les conflits internes à l'île. Le sultan fut par suite exilé dès le 19 septembre 1893 à Diégo-Suarez, ville du nord de Madagascar, puis à La Réunion à partir de 1897).
Durant le protectorat, le pouvoir aux Comores est exercé par les Résidents qui sont subordonnés au gouverneur de Mayotte. Le premier d'entre eux, Léon Humblot, un botaniste et colon, est l'homme le plus puissant de l'île. Dix ans après en 1897, les autorités françaises le destituent pour mettre fin à ses abus. Limogeage qui ne lui enlève guère de sa puissance : il reste le plus gros colon de l'archipel, puisqu'il possède les deux tiers du territoire sur lequel sont employés de nombreux Comoriens.
À partir de 1911, l'île est annexée par la France (annexion ratifiée le 23 février 1914). Les Comores dépendent alors administrativement de Madagascar
En 1946, les îles forment pour la première fois de leur histoire une entité administrative unie et reconnue (TOM) indépendante de Madagascar. Le 6 juillet 1975, la Grande Comore est de nouveau indépendante au sein de l'État comorien.
À la suite de la crise séparatiste de 1997, le 7 avril 2002, elle forme avec Anjouan et Mohéli, l'union des Comores, structure dans laquelle les îles bénéficient d'une très large autonomie.

## Politique
L'Assemblée législative de l'île autonome de Grande Comore comporte 20 sièges. Le gouverneur de l'île, élu pour cinq ans, est le chef du gouvernement local. Depuis le 23 mai 2019, la fonction est occupée par Rassoul Mahmoud Said Moimed Ali.

## Divisions administratives
Le territoire de l'île autonome de Grande Comore est divisé en communes (Loi no 11-006/AU du 2 mai 2011, promulguée le 21 juillet 2011). Pour des raisons administratives les communes sont groupées en préfectures, et réparties comme il suit :
- Préfecture de Moroni-Bambao, chef-lieu : Moroni – 4 communes :  Moroni, Bambao ya Djou, Bambao ya Hari, Bambao ya Mboini ;
- Préfecture de Hambou, chef-lieu Mitsoudjé – 2 communes : Tsinimoipangua, Djoumoipangua ;
- Préfecture de Mbadjini-Ouest, chef-lieu Dembéni – 2 communes : Ngouéngoué, Nioumagama ;
- préfecture de Mbadjini-Est, chef-lieu Foumbouni – 3 communes : Itsah, Domba, Pimba;
- Préfecture de Oichili-Dimani, chef-lieu Koimbani – 3 communes : Oichili ya Djou, Oichili ya Mboini, Dimani ;
- Préfecture de Hamahamet-Mboinkou, chef-lieu Mbéni – 3 communes : Nyuma Msiru, Nyuma Mro, Mboinkou ;
- Préfecture de Mitsamiouli-Mboudé, chef-lieu Mitsamiouli – 6 communes : Cembenoi-Lac-Salé, Cembenoi-Sada-Djoumamlima, Mitsamiouli, Niouma Komo, Nioumamro Kiblani, Nioumamro Souhéili ;
- Préfecture d'Itsandra-Hamanvou, chef-lieu N'Tsoudjini – 5 communes : Hamanvou, Mbadani, Bangaani, Djoumoichongo, Isahari.

## Économie
L'île de Grande Comore (Ngazidja) est la principale zone économique de l'Union. La principale ressource de devises y est la culture de la vanille. L'île souffre d'un manque cruel d'eau, en effet les roches volcaniques ne retiennent pas l'eau et il y a peu de sources, ce qui limite l'agriculture vivrière surtout dans les zones hautes de l'île où s'étendent pourtant de vastes zones herbeuses. D'autre part l'agriculture sur les pentes volcaniques à fort dénivelé provoque une grande érosion des sols. La production des fruits et des légumes y est aussi insuffisante. D'autre part les habitudes alimentaires prises de consommer des produits exotiques (farine, riz, pomme de terre…) déstabilisent la production.
Du fait de la présence de plages de sable blanc, le tourisme y est plus développé que dans les autres îles. L'île abrite l'Aéroport international Prince Said Ibrahim à Hahaya.

## Culture
La diaspora grand-comorienne est très importante en France, que ce soit en France métropolitaine, à La Réunion et à Mayotte. Encore très solidaire, elle fournit un apport financier non négligeable à la population restée dans l'île. Les Grand-Comoriens parlent le shingazidja, mais aussi pour le plus grand nombre, la langue française. En effet c'est la clé pour continuer ses études.
La société grand-comorienne, comme de nombreuses cultures bantoues, possède une organisation sociale de type initiatique.  Il existe trois principaux groupes :
- Les Grands mariés (Shingazidja : Wandru Wadzima, les hommes accomplis) qui sont les grands notables, les hommes qui pèsent sur la vie sociale et politique par le prestige lié au mariage. Ils sont autorisés à porter des vêtements spécifiques. Le poids des notables est extrêmement important, rien ne peut se faire sans leur assentiment. Dans les années 1970, le révolutionnaire Ali Soilih mit en place un régime qui lutta contre ce pouvoir jugé immobilisateur et un frein au développement[réf. nécessaire].
- Les jeunes adultes ou Wanamdji qui se préparent à le devenir.
- Les jeunes ou moins jeunes qui ne peuvent pas, pour des questions financières, sociales, envisager le grand mariage.

En Grande Comore, devenir Grand marié est le but de tout homme, et un devoir pour les fils aînés. Dans les autres îles, la situation est moins hiérarchisée, donc plus souple. Aux Comores, on travaille pour subvenir d’abord aux besoins de sa famille : l’argent épargné est affecté en priorité aux besoins familiaux : mariage, pèlerinage à la Mecque, naissances, funérailles...

### Sites touristiques

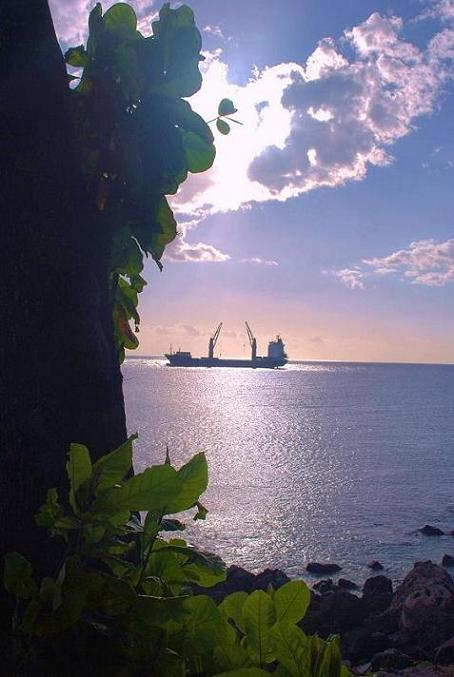
Baie Portuaire de Grande Comore

- Lac Salé (Bangoi-kouni au nord) sur lequel plusieurs légendes sont nées.
- La mosquée miraculeuse (chiounda) située à Bangoi-Kouni au Nord de la Grande Comore.
- Le Dos du Dragon se trouvant à Ivoine.
- Le Karthala, volcan haut de 2 361 mètres, en est le point culminant. Sa dernière éruption remonte au 24 novembre 2005. La précédente datait d'avril 2005.
- La mosquée du Vendredi à Moroni
- Le palais Royal Kaviri Djewe à Ikoni
- La falaise  Djabal Ngouni d'Ikoni
- Le musée CNRDS à Moroni
- Les plages au sable blanc fin de Chomoni, Chindini, Maloudja et Trou du Prophète qui se situent au nord de Mitsamihouli
- La Mosquée Saïd Mohamed Djohar à Mdé Sahani Bambao avec son architecture arabo-musulmane
- Le village touristique de Gnoubadjou : le village de Gnoubadjou appelé aussi Chongodouda en langue locale se trouve au village de Djoumoichongo. Gnoubadjou fut le village où le botaniste français Léon Humblot avait établi ses travaux de sciellerie et autres. Léon Humblot est mort en 1914 et est enterré à Gnoumbadjou et sa tombe reste un lieu de visite.

### Villes de Ngazidja
- Moroni, capitale de l'île et de l'union des Comores

Les principales villes régionales sont :
- Bandamadji-Ladomba
- Bangoi-Kouni
- Batsa Itsandra
- Chezani (Shezani)
- Dimadjou Itsandra (Dimadjuu Itsandra)
- Djomani Mboudé (Djomani Mbude)
- Foumbouni (Fumbuni)
- hantsambou (Hantsambu)
- djoumoichongo (Dju-mwa-Shongo)
- Hadjambou Hamahamet (Hadjambu Hamahamet)
- Hantsindzi
- Hahaya
- Iconi (Ikoni)
- Nkourani Sima (kurani-ya-Sima)
- Mohoro
- Nyoumadhaza Mvoumbari (Nyuma Dzaha Mvumbari)
- Kandzilé
- Koimbani (Kwambani)
- Maouéni (Maweni)
- Mbéni (Mbeni)
- M'djoiezi Hambou (Mdjwaezi  Hambu)
- Mitsamiouli (Mitsamihuli)
- Ndzaouzé Mitsamiouli
- Ouellah (Wela)
- Mitsoudjé (Mitsudje)
- Mnoungou (Mnyungu)
- Salimani Hambou (Salimani Hambu)
- M'kazi (Mkazi)
- Moidja Hamahamet (Mwadja Hamahamet)
- Mtsamdou Oichili (Mtsamdu Washili)
- Mtsangadjou (Mtsangadjuu)
- Ntsaoueni (Ntsaweni)
- Ntsoudjini (Ntsudjini)
- Salimani-Itsandra (Salimani Itsandra)
- Vanamboini Itsandra (Vanamwani Itsandra)
- Dar-Salama Mbadjini
- Ivoini (Ivwani)
- Tsidje

Autres villages
Batsa Mitsamiouli

Ouzio Mitsamiouli
- Bahani
- Batou (Batu)
- Banadaweni Domba (Banadaweni Domba)
- Bangoi Mafsankooi (Bangwa Mafsankoa)
- Bambadjani (Bambadjani)
- Boénie Bambao (Boweni Bambao)
- Boudadjou (Mbuɗe-ya-Djuu)
- Boudé djou banmbao
- Bouenindi Hamanvou
- Chamlé (Shamle)
- Dembéni (Dembeni)
- Dima Mbadjini
- Didjoni Mbadjini
- Domoni Mbadjini
- Dimadjou Hamahamet (Dimadjuu Hamahamet)
- Douniani Mboudé (Duniani)
- Dzahani II Itsandra
- Dzahani la tsidjé Itsandra. (Dzahani-la-Tsidje Itsandra)
- Famaré (Famare)
- Fasse
- Founga (Funga)
- Fouboudzivouni ya Dimani
- Helendje
- Heroumbili
- Hambou Oichili (Hambu Washili)
- Irohé Oichili (Irohe Washili)
- Itsinkoudi Oichili (Itsinkudi Washili)
- Mlali mbadjini est (Mlali-wa-Kudju)
- Kove (Kopve)
- Kandzilé
- Midjéndjeni (Midjendjeni)
- Madjeoueni (Madjeweni)
- Malé badjini (Male Mbadjini)
- Mandza
- Mbachilé Bambao (Mbashile Bambao)
- Mbatsé-Hamahamet (Mbatse Hamahamet)
- Mbambani -Hamanvou (Mbambani Hamanvu)
- Mdé Bambao (Mde Bambao)
- Mdjankagnoi
- Mhandani itsandra
- Milembeni
- Mirontsi-Itsandra
- M'Kazi (Mkani)
- Mlali
- Mtsangadjou Dimani (Mtsangadjuu Dimani)
- Mvouni bambao (Mvuni)
- Moindzaza Mboini bambao
- Mwandzaza djoumbé bambao (Mwandzaza Djumbe Bambao)
- Ndrouani Bambao (Ndruani)
- Ndroude Mboinkou (Ndrude Mbwakuu)
- Niambéni (Nyambeni)
- Nioumadzaha Bambao (Nyuma Dzaha Bambao)
- Nioumadzaha Mvoubari (Nyuma Dzaha Mvubari)
- Nioumamilima (Nymba Milima)
- Nkomioni
- Nkourani Sima (Kurani-ya-Sima)
- Ntsorale Dimani
- Itsandzéni (Itsandzeni)
- Ouellah Hamahamet (Wela Hamahamet)
- Ouellah Itsandra (Wela Itsandra)
- Oungoni Domba (Undoni Domba)
- Ouzioini (Uziwani)
- Pidjani Domba (Pidjani Domba)
- Sadani Oichili (Sadani Washili)
- Samba M'Bodoni (Samba Mbodoni)
- Samba kouni Itsandra (Samba-ya-Kuni Itsandra)
- Salimani Hamahamet (Salimani Hamahamet)
- Selea Bambao
- Serehini bambao
- Singani Hambou (Singani Hambu)
- Sima Itsandra
- Sima Oichili (Sima Washili)
- Trelezini
- Tsinimwapanga Domba (Tsini-mwa-Panga)
- Vouvouni Bambao (Nvuvuni Bambao)
- simamboini (Sima-ya-Mbwani)
- ouroveni (Uropveni)
- ndzouani (Ndzuani)
- chindini (Shindini)
- ifounduhe chamboini (Ifunduhe-sha-Mbwani)
- Mdjipare
- Maoieni (Maweni)
- Dimadjou (Dimadjuu)
- Mirontsi

## Enseignement
La Grande Comore possède une université (université des Comores), une école française homologuée par l'Agence pour l'enseignement français à l'étranger (école française Henri Matisse, de la maternelle à la terminale).